# Stolpe-Süd
Stolpe-Süd ist ein Stadtteil von Hennigsdorf im Landkreis Oberhavel in Brandenburg und liegt nordwestlich von Berlin etwas abseits des Hennigsdorfer Stadtkerns.
Der Ort liegt südöstlich vom Bahnhof Hennigsdorf an der Landesstraße 17. Im Süden liegt Stolpe-Süd unmittelbar an der Grenze zu Berlin-Heiligensee (Bezirk Reinickendorf). Nordöstlich des Hennigsdorfer Ortsteils liegt Stolpe, auch Stolpe-Dorf genannt, das ein Stadtteil von Hohen Neuendorf ist. Stolpe-Süd besteht fast ausschließlich aus Einfamilienhäusern.

## Geschichte
Im Jahr 1929 wurden auf dem Gebiet der Gemeinde Stolpe im Kreis Niederbarnim an der Grenze zu Heiligensee etwa 20 Hektar Wald besiedelt. Dort entstand in der Folgezeit die Siedlung Stolpe-Süd.
Da die französischen Streitkräfte nach dem Ende des Zweiten Weltkriegs in ihrem Sektor von Berlin zunächst keinen Flugplatz oder ein dafür geeignetes Gelände besaßen, vereinbarten sie mit den sowjetischen Besatzungsbehörden am 29. Oktober 1945, dass die nordöstliche Hälfte der Gemeinde Stolpe mit dem Dorf Stolpe und größeren unbewaldeten Flächen von der Sowjetischen Besatzungszone an den französischen Sektor Berlins abgetreten wurde. Die französische Besatzungsmacht plante, dort einen Flugplatz zu errichten. Aus dem im Kreis Niederbarnim verbliebenen südwestlichen Teil der Gemeinde mit der Siedlung Stolpe-Süd und ausgedehnten Waldflächen wurde von den sowjetischen Behörden eine neue eigene Gemeinde Stolpe gebildet.
Nachdem die französischen Behörden ihre Pläne änderten und statt in Stolpe in Berlin-Tegel einen Flughafen erbauten, kehrte Stolpe am 28. Dezember 1948 aus West-Berlin in den Kreis Niederbarnim in der Sowjetischen Besatzungszone zurück. Zur Unterscheidung gaben sich die beiden Stolper Gemeinden die Zusatzbezeichnungen Stolpe-Dorf und Stolpe-Süd. Eine zunächst vom Kreis Niederbarnim angestrebte Wiedervereinigung der beiden Gemeinden kam nicht zustande, unter anderem wegen Problemen mit unterschiedlichen Lebensmittelkarten. Stolpe-Dorf erhielt 1950 wieder den amtlichen Namen Stolpe. Seit 1952 gehörten die beiden Gemeinden Stolpe und Stolpe-Süd zum Kreis Oranienburg im Bezirk Potsdam der DDR. Im weiteren Verlauf der 1950er Jahre erhielt die Gemeinde Stolpe wieder den amtlichen Namen Stolpe-Dorf.
Für wenige Jahre, von 1958 bis zum Bau der Berliner Mauer im August 1961, besaß Stolpe-Süd mit dem Bahnhof Stolpe Süd einen Personenverkehrshalt an der Kremmener Bahn.
Am 1. Mai 1998 wurde Stolpe-Süd ein Stadtteil von Hennigsdorf.

## Bevölkerungsentwicklung
| Jahr | Einwohner |
| ---- | --------- |
| 1925 | 269       |
| 1933 | 354       |
| 1939 | 400       |
| 1946 | 600       |
| 1950 | 643       |

| Jahr | Einwohner |
| ---- | --------- |
| 1964 | 594       |
| 1971 | 551       |
| 1981 | 493       |
| 1985 | 475       |
| 1989 | 464       |

| Jahr | Einwohner |
| ---- | --------- |
| 1990 | 427       |
| 1991 | 407       |
| 1992 | 407       |
| 1993 | 406       |
| 1994 | 586       |

| Jahr | Einwohner |
| ---- | --------- |
| 1995 | 733       |
| 1996 | 673       |
| 1997 | 682       |

Gebietsstand des jeweiligen Jahres

## Verkehr
Stolpe Süd ist durch die brandenburgische Buslinie 808 der Oberhavel Verkehrsgesellschaft an den Rest Hennigsdorfs angebunden.
Eine Busverbindung nach Berlin-Heiligensee besteht trotz der unmittelbaren Nähe derzeit nicht.